# Kanton Basse-Terre
Kanton Basse-Terre (francouzsky Canton de Basse-Terre) je francouzský kanton v departementu Guadeloupe v regionu Guadeloupe. Byl ustaven v roce 2015 a tvoří ho obce Basse-Terre a Saint-Claude. Nachází se na jihu ostrova Basse-Terre.